# Bitwa na Kosowym Polu (1448)
Bitwa na Kosowym Polu – starcie zbrojne, które miało miejsce 17 października 1448 roku. W bitwie tej nad rzeką Sitnicą wojska Jana Hunyadyego zostały rozbite przez oddziały sułtana Murada II. Bitwa ta otworzyła Turkom drogę do podboju Bałkanów.